# 東北 (小惑星)
東北（とうほく、23649 Tohoku）は小惑星帯の小惑星である。埼玉県のアマチュア天文家、佐藤直人が1997年に発見した。
2011年3月11日、日本の観測史上最大マグニチュード9.0の巨大地震東日本大震災が発生。
震災による死者・行方不明者は2万人以上と推定され、東北地方の太平洋沿岸部に壊滅的な被害をもたらした。命名者は深い哀悼の意をこめて小惑星に東北と命名した。
震災1年後の2012年3月11日には太陽や地球と一直線上に並んだ 。